# Wolfgang Müller (Schriftsteller)
Wolfgang Müller (* 18. August 1941 in Waren (Müritz); † 28. November 2013 in Strohkirchen) war ein deutscher Schriftsteller, Hörspiel- und Filmautor.

## Leben und Schaffen
Als zweiter Sohn des Verwaltungs-Sekretärs und früheren SPD-Funktionärs Kurt Müller und seiner Frau, der Näherin Ella Müller (geborene Ruhland), in Waren an der Müritz geboren, war er der zwölf Jahre jüngere Bruder des Schriftstellers Heiner Müller. Seine Eltern flohen mit Wolfgang Müller 1951 in die Bundesrepublik. Als er 15 Jahre alt war, wurde er von seinen Eltern wieder zurück in die DDR zu seinem Bruder geschickt.  Wolfgang Müller arbeitete als Verkäufer, Landarbeiter, Bauarbeiter, Schiffsmaschinist und Kranführer, war danach Regie-Assistent beim DDR-Fernsehen und DEFA-Dokumentarfilmstudio, wirkte ab 1972 als freiberuflicher Autor und lebte von 2002 bis zu seinem Tod in Strohkirchen bei Hagenow. Seine geschiedene Frau ist die Schriftstellerin Katja Lange-Müller.

## Werke (Auswahl)
Hörspiele und Features:
- 1972: Laß das mal den Wölfi machen (Rundfunk der DDR – Kinderhörspiel, Regie: Manfred Täubert)
- 1973: Drei Hände Wasser aus dem Fluß (Rundfunk der DDR – Hörspiel, Regie: Werner Grunow)
- 1974: Die Spur des Helfried Pappelmann (Rundfunk der DDR – Hörspiel, Regie: Wolfgang Schonendorf)[4]
- 1999: Wie aus Reimund Heiner wurde – Die jungen Jahre des Schriftstellers Heiner Müller (MDR FIGARO – Feature, Regie: Sabine Ranzinger)

Prosa:
- 1974: Flußgeschichten, Hinstorff Verlag Rostock 1974, 191 Seiten

Filme:
- 1975: Die Spuren des Helfried Pappelmann (Szenarium – TV-Film, Fernsehen der DDR, Regie: Martin Eckermann)
- 1977: Feuer unter Deck (Szenarium – DEFA-Spielfilm, Regie: Herrmann Zschoche)
- 1988: Verflixtes Mißgeschick! (Szenarium – DEFA-Kinderfilm, Regie: Hannelore Unterberg)
- 1990: Warum ich..., 138. Folge der Reihe Polizeiruf 110, (Drehbuch zusammen mit Gabriele Kotte – Fernsehen der DDR, Regie: Ursula Bonhoff)
- 1990: Biologie! (Szenarium und Drehbuch zusammen mit Gabriele Kotte – DEFA-Spielfilm, Regie: Jörg Foth)
- 1991:  Das Treibhaus, 149. Folge der Reihe Polizeiruf 110, (Drehbuch zusammen mit Gabriele Kotte – Fernsehen der DDR, Regie: Jörg Foth)
- 1992: Mütter und Söhne: Else (Interview – Dokumentation, Zeitzeugen TV Film-& Fernsehproduktion GmbH)
- 2005: In memoriam Heiner Müller (1929-1995)  (Interview – Dokumentation, Zeitzeugen TV Film-& Fernsehproduktion GmbH)

## Filmporträt
- 2010: Der unbekannte Bruder, Dokumentarfilm von André Kotte und Gudrun Brigitta Nöh, 40 min.[5]